# Sebastián Mejía
Sebastián Alejandro Mejía Lascano (16-01-1997) es un jugador de squash ecuatoriano que ha representado varias veces a su país en suramericanos y panamericanos juveniles onteniendo buenos resultados

## Comienzos
Comenzó a la temprana edad de 10 años dónde tuvo un gran desempeño y al pasar del tiempo ha logrado grandes reconocimientos provinciales, nacionales e internacionales

## Carrera local
Representa a la provincia de Tungurahua en los nacionales. Esta provincia es muy destacada por la calidad de sus jugares juveniles.

## Palmarés
- Bronce suramericano juvenil de squash Brasil 2010
- Bronce panamericano juvenil de squash Colombia 2012